# Ludwig Babenstuber
Ludwig Babenstuber (* 1660 in Deining bei München als Balthasar Babenstuber; † 5. April 1726 in Ettal) war ein deutscher Benediktiner und Professor an der Salzburger Universität.

## Leben
Balthasar Babenstuber schloss 1680 seine Gymnasialstudien am Jesuitengymnasium München (heute Wilhelmsgymnasium München) ab.
Er war seit 1681 Benediktiner in Ettal, 1690–93 war er Professor der Philosophie an der Universität Salzburg, danach wirkte er zwei Jahre im Kloster Schlehdorf. Zwischen 1695 und 1717 war er in Salzburg Professor der Kasuistik, der scholastischen Theologie und der Exegese. Zwischen 1709 und 1716 war er auch Prokanzler der Universität. Von 1717 bis zu seinem Tode lebte er wieder in seinem Kloster Ettal.
Als Gelehrter genoss er zu seiner Zeit einen bedeutenden Ruf.

## Werke
- Fundatrix Ettalensis (über den Ursprung des Klosters), 1694.
- Philosophia Thomistica Salisburgensis 1704, 1724 ff.
- Ethica supernaturalis 1718, 1735, ff., bekannt auch unter dem Titel Theologia (moralis) Salisburgensis.